# Gnojanka żółtawa

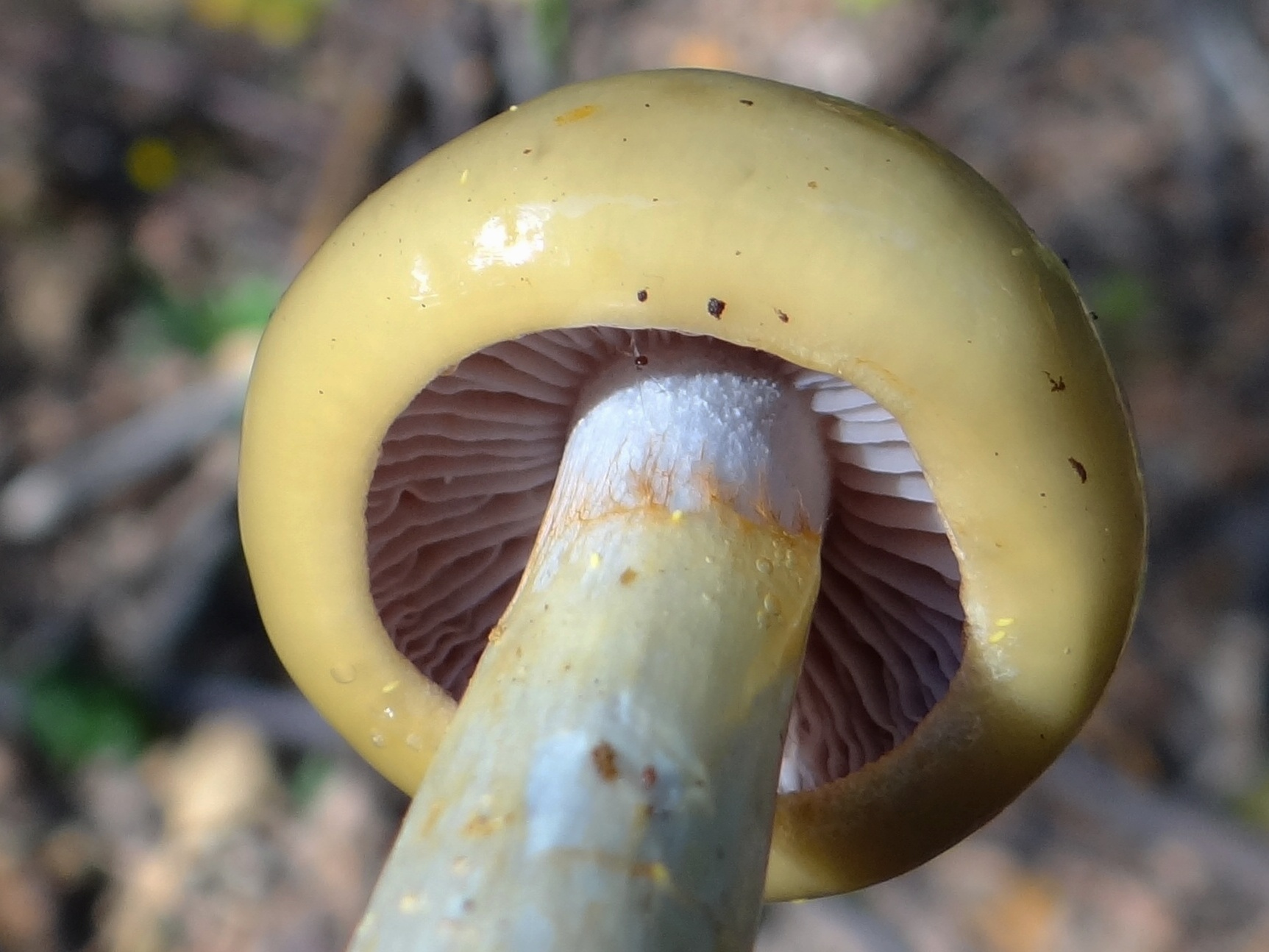

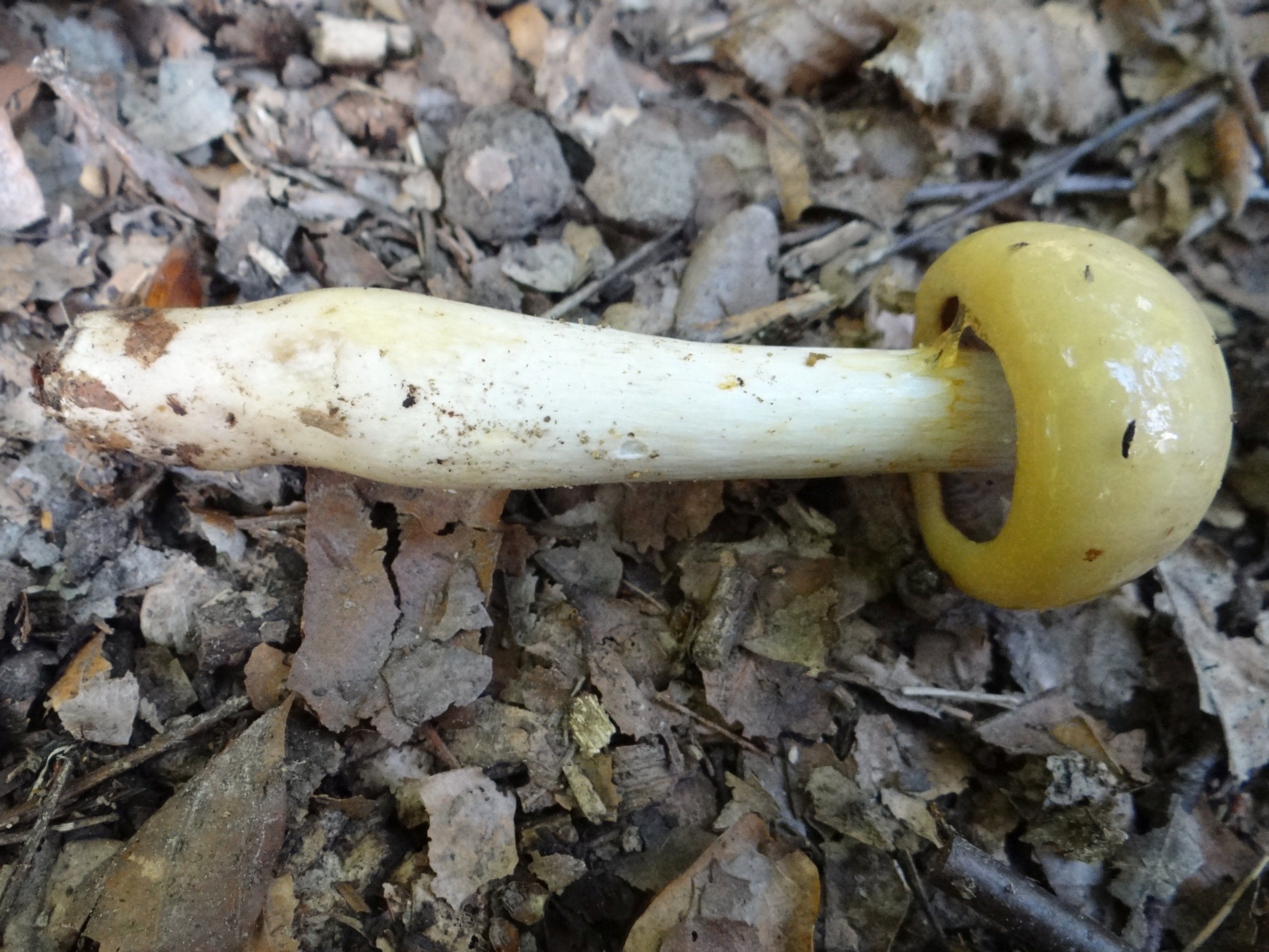

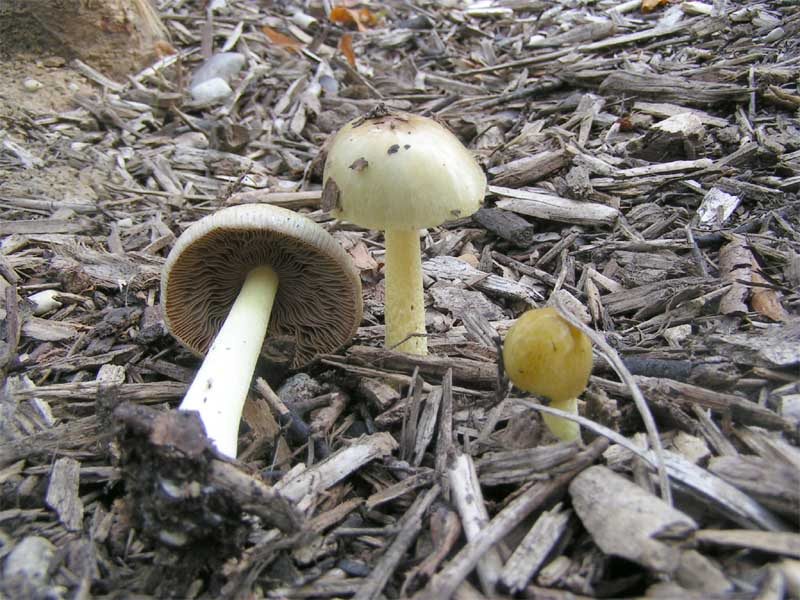

Gnojanka żółtawa (Bolbitius titubans (Bull.) Fr.) – gatunek grzybów z rodziny gnojankowatych (Bolbitiaceae).

## Systematyka i nazewnictwo
Pozycja w klasyfikacji według Index Fungorum: Bolbitius, Bolbitiaceae, Agaricales, Agaricomycetidae, Agaricomycetes, Agaricomycotina, Basidiomycota, Fungi.
Po raz pierwszy takson ten zdiagnozował w roku 1789 Jean Baptiste Bulliard nadając mu nazwę Agaricus titubans. Obecną, uznaną przez Index Fungorum nazwę nadał mu w roku 1838 Elias Fries. Synonimów nazwy naukowej ma około 40. Niektóre z nich:

- Bolbitius boltonii (Pers.) Fr. 1838
- Bolbitius flavidus Massee 1893
- Bolbitius fragilis (L.) Fr. 1838
- Bolbitius luteolus Fr. 1838
- Bolbitius vitellinus (Pers.) Fr.
- Mycena fragilis (L.) Murrill
- Mycena variicolor (G.F. Atk.) Murrill
- Pluteolus titubans (Bull.) Quél.
- Pluteolus vitellinus (Pers.) Quél.[2]

Nazwę polską podał Franciszek Błoński w 1896. W polskim piśmiennictwie mykologicznym gatunek ten opisywany był także jako gnojanka chwiejna lub gnojanka krucha.

## Morfologia
Gatunek zróżnicowany morfologicznie. Owocniki rozwijające się na podłożu bogatym w związki organiczne są grube i mięsiste, owocniki rozwijające się na podłożu uboższym są cienkie i delikatne.
Kapelusz
Średnica 2–5 cm, początkowo zamknięty, stożkowaty, później jajowaty, w końcu płasko rozpostarty. Brzeg u młodych owocników jest podwinięty, powierzchnia gładka, o barwie od złotej do żółtkowo-złotej. U starszych owocników powierzchnia jest śliska, o barwie jasnożółtej lub oliwkowożółtej. U starszych okazów kapelusz płowieje i staje się białawy, tylko na środku brązowawy. Starsze okazy mają wyraźnie prążkowany brzeg kapelusza.
Blaszki
Cienkie, średnio gęste. U młodych owocników mają barwę od białawej do gliniastożółtej, u starszych ochrowordzawą.
Trzon
Stosunkowo długi w porównaniu ze średnicą kapelusza. Ma długość 5–10 cm i grubość 3–7 mm. Jest walcowaty, pusty w środku, kruchy. Powierzchnia gładka, bladożółta, pokryta białawym nalotem.
Miąższ
Cienki, żółtawy, wodnisty, bez wyraźnego zapachu i smaku.
Cechy mikroskopowe
Wysyp zarodników rdzawobrązowy. Zarodniki eliptyczne o ściętych końcach, gładkie, z porą rostkową. Rozmiar: 10–16 × 6–9 μm. Podstawki gwałtownie zgrubiałe. Występują cheilocystydy i brachybazydiole.

## Występowanie i siedlisko
Występuje w Ameryce Północnej, Europie, Afryce i Australii. W Polsce jest pospolita.
Rośnie w miejscach o dużej ilości związków organicznych (zwłaszcza azotu), zwykle poza lasami na polach uprawnych, w ogrodach, na nawożonych łąkach, trawnikach, na przydrożach, na gnojowiskach. Rozwija się na odchodach zwierząt, szczególnie koni, na rozkładającej się trawie, sianie, słomie. Owocniki wytwarza od maja do listopada. Rozwój owocników trwa bardzo szybko – ich czas życia wynosi 1–2 dni, po czym rozkładają się.
Saprotrof, grzyb koprofilny, grzyb niejadalny.